# 915 до н. е.

## Події
18 лютого 915 року до н. е. відбулося повне сонячне затемнення.
14 серпня 915 року до н. е. відбулося кільцеподібне сонячне затемнення.